# Storekalsøy
Storakalsøy er en ø i Austevoll i Vestland fylke i Norge. Øen har 167 indbyggere og Bakkasund er den største bygd på øen. Her er  butik og en lille havn. Der er broforbindelse til Hundvåkøy. Vest for øen ligger Marstein fyr. Arealet er 6 km².
Navnet Storakalsøy blev fastsat i 1978. Navneformerne Storakalsøy og Stora Kalsøya er foreslået.